# Neocryptopteryx
Neocryptopteryx is een geslacht van insecten uit de orde vliesvleugeligen (Hymenoptera) en de familie Ichneumonidae.

## Soorten
- N. hypodyneri (Porter, 1967)
- N. incarum (Porter, 1967)
- N. leucetrum (Porter, 1985)
- N. metriurus (Spinola, 1851)
- N. oedipus (Porter, 1967)
- N. orientalis Blanchard, 1947
- N. sphaera (Porter, 1967)